# 八剣神社 (諏訪市)
八剱神社（やつるぎじんじゃ）は、長野県諏訪市にある神社。旧社格は県社。八千矛神・日本武尊・誉田別尊の三柱の神を祀る。諏訪大社上社の摂社である。

## 由緒
当社は元々、諏訪湖中にある高島の里に鎮座し、諏訪湖の造船銭で造営されてきた。豊臣秀吉の高島城築城に際し、現在地に遷座した。江戸時代には高島藩諏訪家が居城鎮護の神として崇敬し、明治以降は小和田村の産土神として庶民からの信仰を集め現在に至る。

## 諏訪湖御渡神事
当社の特殊神事として、御渡神事（みわたりしんじ）がある。「御渡り拝観の神事」として一般に知られているこの神事は、当社の神職によって行われる。（御神渡も参照のこと）

諏訪湖で御渡が観測されると、当社では臨時の総代会を開き、拝観式の日を決める。その後、宮司以下神職、および氏子総代は、自宅の門戸に注連縄を張り、精進潔斎に入る。拝観式当日は、まず社殿で修祓を行い、諏訪湖へ向かう。現地では湖周を周り、一之御渡・二之御渡・佐久之御渡を拝観して下座と上座の湖岸地点の検分を行なう。そして、社殿へ戻り、御渡の状況を祭神へ報告する「奉告祭」が行われる。引き続き、その状況により当年の農作物の作柄、世の中の吉凶、気候等の年占が行われる。御渡の状況と年占の結果は「注進状」に纏められ、後日、宮司と氏子総代が諏訪大社上社へ出向いて「御渡注進式」を行い、神前に捧げられる。これを受けて諏訪大社は、この内容を宮内庁と気象庁へ報告する恒例となっている。
直近では2013年にこの神事が行われ、1月22日御渡を観測・臨時総代会、1月25日拝観式、2月17日注進式の日程で行われた。なお、「奉告祭」と「注進式」は御渡の観測されない年でも行われ、「御渡は無かった」旨の報告がなされる。特に、御渡の無かった年の諏訪湖は「明けの海」と呼ばれる。